# Малая Канзафарово
Малая Канзафарово (Малое Канзафарово) — деревня в Каслинском районе Челябинской области России. Входит в состав Берегового сельского поселения. Находится примерно в 44 км к востоку-северо-востоку (ENE) от районного центра, города Касли, на высоте 187 метров над уровнем моря. Код ОКАТО — 75226810004. Код ОКТМО — 75626410116.

## Население
| 2002 | 2010 |
| ---- | ---- |
| 220  | ↘58  |

По данным Всероссийской переписи, в 2010 году численность населения деревни составляла 58 человек (30 мужчин и 28 женщин).

## Улицы
Уличная сеть деревни состоит из 3 улиц: Центральная, Зеленая и Луговая.